# Cinnamomum trinervatum
Cinnamomum trinervatum là loài thực vật có hoa trong họ Nguyệt quế. Loài này được Yen C.Yang miêu tả khoa học đầu tiên năm 1945.